# 16804 Bonini
16804 Bonini este un asteroid din centura principală de asteroizi.

## Descriere
16804 Bonini este un asteroid din centura principală de asteroizi. A fost descoperit pe 27 septembrie 1997 la Caussols, în cadrul proiectului ODAS. Asteroidul prezintă o orbită caracterizată de o semiaxă mare de 2,43 ua, o excentricitate de 0,18 și o înclinație de 10,4° în raport cu ecliptica.